# Amon
Pour les articles homonymes, voir Amon (homonymie) et Amoun.
Amon est l’une des principales divinités du panthéon égyptien, dieu de Thèbes. Son nom Imen, « le Caché » ou « l’Inconnaissable », traduit l’impossibilité de connaître sa « vraie » forme, car il se révèle sous de nombreux aspects. Il est Imen achâ renou, « Amon aux noms multiples ».
Avec sa parèdre Amemet, il fait partie des entités divines de l'Ogdoade d'Hermopolis.

## Mythologie
Sous la forme d'une oie, l’un de ses animaux symboliques, il pondit l'œuf primordial d'où sortit la vie. Sous la forme d'un serpent, il fertilisa l'œuf cosmique façonné dans les Eaux primordiales. Les textes des pyramides le mentionnent parmi les divinités protectrices du roi défunt et, au Moyen Empire, il prend une place prépondérante dans la région de Thèbes, où il finit par supplanter Montou. Les théologiens thébains lui assignent une nouvelle parèdre, Mout, et un fils, le dieu lunaire Khonsou, avec lesquels il forme la triade thébaine. On peut le retrouver aussi sous la forme d'un bélier, portant les insignes pharaoniques. Dans la conception égyptienne, le bélier est un animal remarquable, symbole de puissance, chef et protecteur du troupeau. Cet animal sacré pour les thébains est considéré comme l'emblème vivant du dieu sur terre.

## Représentation
Comme l'indique son nom (« Le Caché »), il n'est pas représentable. C'est pourquoi on le représente comme le pharaon, mais coiffé d'une couronne à mortier surmontée de deux hautes plumes verticales et les chairs peintes en bleu. On le représente également la peau brune, ou plus rarement noire, d'où son assimilation à Min, le dieu de Coptos.
Il est associé à l’oie-smn, sans doute par analogie phonétique, et au bélier-šft. Ainsi, devant l'entrée de son temple de Karnak s'étend une allée de sphinx criocéphales (ou criosphinx), symboles de sa puissance procréatrice. Il a également été représenté avec une tête d'oiseau, que l'on pense être la Ouette d'Égypte.
Son nom en hiéroglyphes est composé d'un roseau (M17), d'un plateau de jeu (Y5) - le senet - et de l'eau (N35).

## Culte

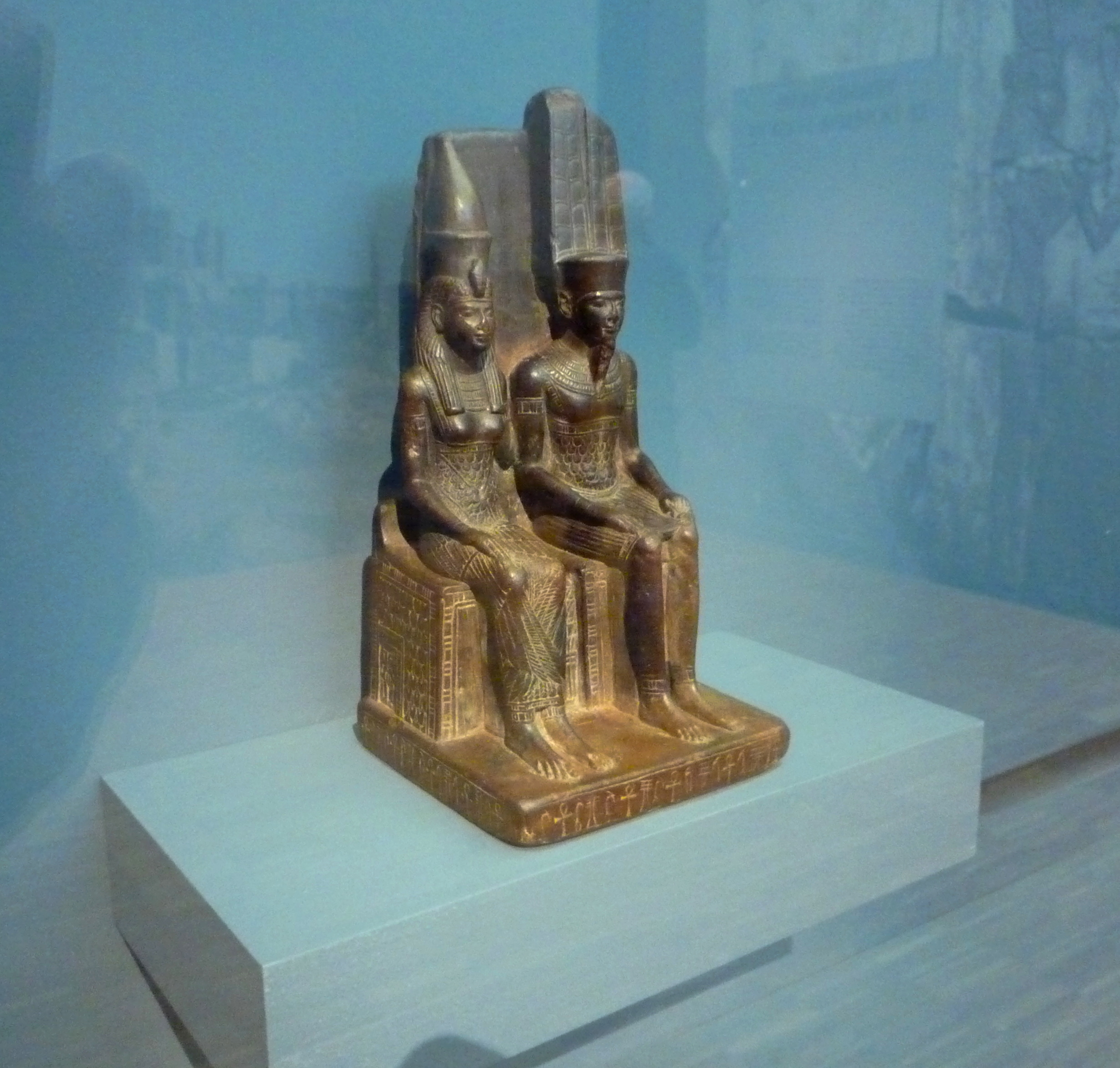
Mout et Amon lors de l'exposition Servir les dieux d'Égypte au musée de Grenoble.

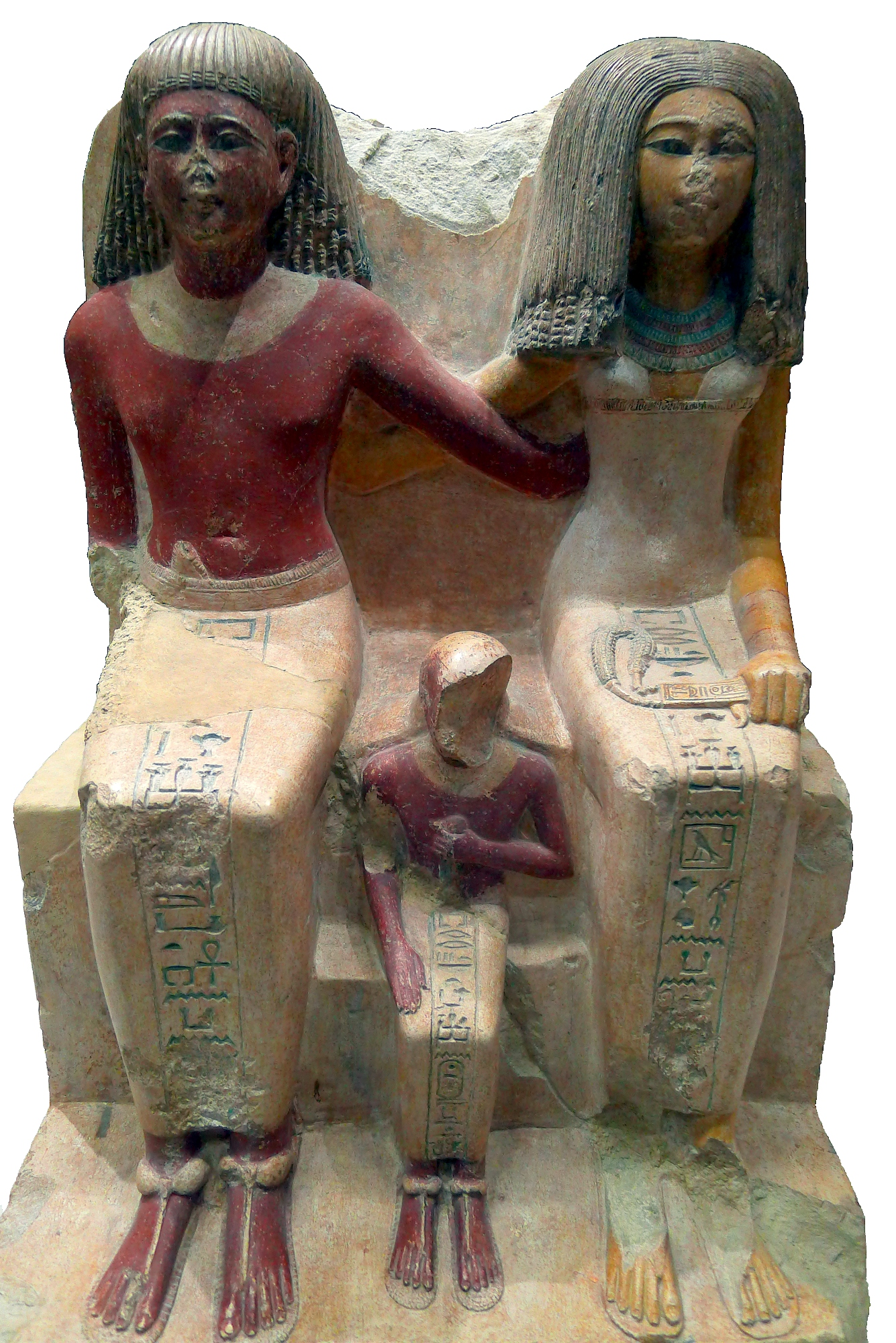
Le prêtre d'Amon, Kaminem, avec sa femme et son  fils (époque de Thoutmôsis III, XVIIIe dynastie) - Musée du Louvre.
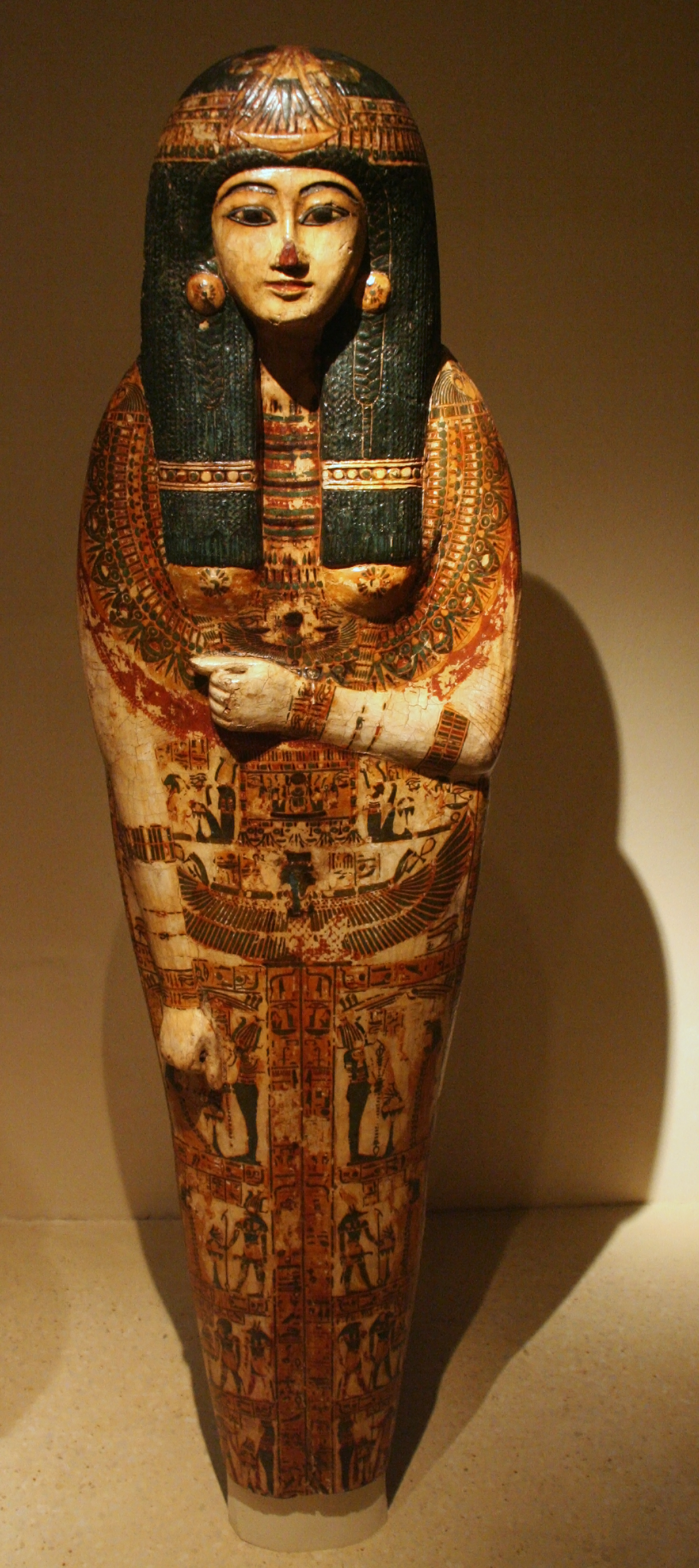
Couvercle, planche d'une chanteuse d'Amon - Musée de Tessé.
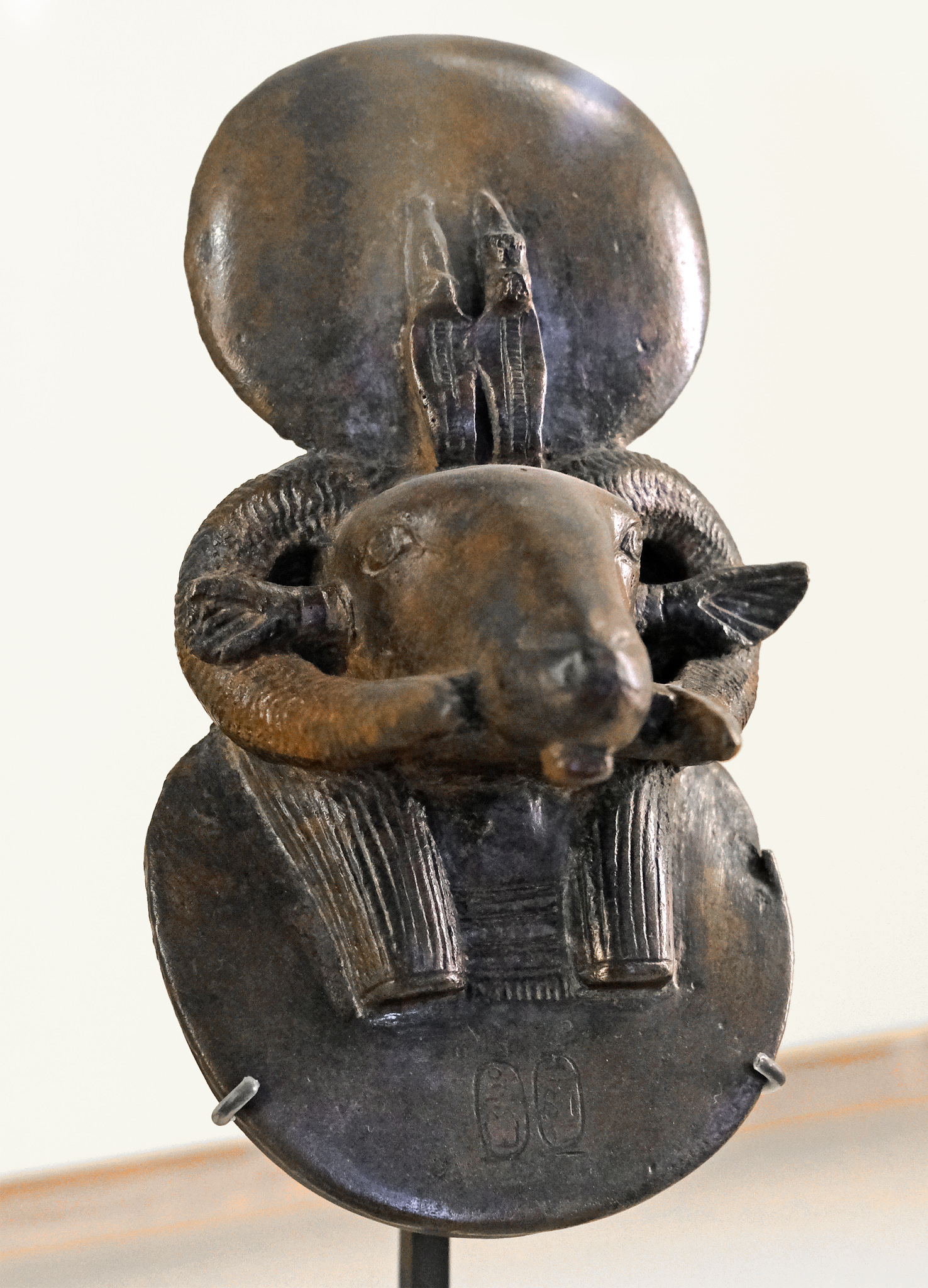
Tête d'Amon bélier inscrite au nom du roi Tanoutamon (XXVe dynastie) - Musée du Louvre.
Amon et la déesse Mout.

D'abord dieu local de Thèbes, l'accession de la XIe dynastie d'origine thébaine et plus particulièrement des Amenemhat (« Imen est en tête ») de la XIIe dynastie fera de lui le roi des dieux, « seigneur des trônes du Double Pays ».
Pendant la XVIIIe dynastie, Amon devient la divinité nationale par excellence, l’unificateur de l’Égypte qui a permis la victoire d'Ahmôsis sur les envahisseurs Hyksôs. Il est alors associé à Rê, dieu Soleil d’Héliopolis, et devient le dieu cosmique Amon-Rê, « l’éternel, le seigneur de Karnak, créateur de ce qui existe, maître de tout, établi durablement en toutes choses ». Il est dit aussi que « Les dieux se prosternent à ses pieds tels des chiens quand ils reconnaissent la présence de leur seigneur ».
Il est aussi associé à Min, dieu de Coptos sous le nom Amon-Min dans lequel il s'incarne en divinité de la fécondité. Avec Mout et Khonsou, il forme une triade adorée à Karnak. Il compose enfin avec Rê et Ptah le groupe des trois grands dieux égyptiens.
À côté de cet Amon dynastique, inaccessible au commun des mortels, il existe un Amon ressenti comme moins distant et prêtant une oreille attentive aux pauvres, aux malades et aux femmes enceintes, qui peuvent l’approcher lors des grandes festivités religieuses dont la fête d'Opet qui voyait la procession des barques sacrées de la triade thébaine (Amon, Mout et Khonsou) de Karnak à Louxor.
C'est à l'époque archaïque grecque que l'Amon égyptien est assimilé à la divinité grecque Zeus. Ce sont les Cyrénéens qui le feront connaître au monde grec en tant que Ammon-Zeus. Son sanctuaire oraculaire à l'oasis de Siwa, est le troisième en importance après Delphes (consacré à Apollon) et Dodone (consacré à Zeus). Alexandre le Grand s'y fit proclamer fils d'Ammon-Zeus en -331.

### Principaux lieux de culte
| Temple dédié à         | Lieu                                   |
| ---------------------- | -------------------------------------- |
| Amon                   | Siwa                                   |
| Amon                   | Umm Ubayda (Oasis de Siwa)             |
| Amon                   | Thônis-Héracléion                      |
| Amon                   | Tell el-Balamoun                       |
| Amon-Rê                | Xoïs                                   |
| Amon-Rê                | Tanis                                  |
| Amon                   | Pi-Ramsès                              |
| Amon                   | Memphis                                |
| Amon                   | Teudjoï                                |
| Amon de Khéménou       | Hermopolis                             |
| Amon                   | Chenhour                               |
| Amon-Rê                | Thèbes avec Karnak                     |
| Amon-Min               | Louxor                                 |
| Amon de Djemé          | Médinet Habou                          |
| Amon Nil               | Éléphantine                            |
| Amon                   | Beit el-Ouali (Nubie)                  |
| Amon-Rê et Rê-Horakhty | Amada (Nubie)                          |
| Amon Nil               | Ouadi es-Seboua (Nubie)                |
| Amon de Ramsès         | Abou Simbel (Nubie)                    |
| Amon                   | Pnoubs (Soudan)                        |
| Amon-Rê                | Kawa (en) (Soudan)                     |
| Amon de Napata         | Gebel Barkal (Soudan)                  |
| Amon                   | Méroé (Soudan)                         |
| Amon                   | Naqa (Soudan)                          |
| Amon                   | Al-Ghuwaytah (Oasis de Al-Kharga)      |
| Amon                   | Hibis (Oasis de Al-Kharga)             |
| Amon d'Hibis           | Al-Zayyan (Oasis de Al-Kharga)         |
| Amon                   | Deir el-Hagar (de) (Oasis d'Ad-Dakhla) |